# Calliandropsis
Calliandropsis é um género botânico pertencente à família Fabaceae.